# Bejuk nagara
Bejuk ili Kos nagara (azerski: Böyük nağara ili Kos nağara, ruski: Беюк нагара, Кьос нагара) azerbajdžansko je narodno glazbalo koje spada pod udaraljke. Bejuk nagara jedna je od najčešćih udaraljka u Azerbajdžanskoj narodnoj glazbi. Bejuk nagara najveća je od svih nagara. 

## Etimologija
Böyük na azerskome znači velika, a nagara dolazi od arapske riječi نقارة‎ koja znači kucanje, tucanje.

## Opis
Bojuk nagara velikih razmjera danas se više ne koristi, no u umanjenome obliku koristi se u ansamblima zurla. Bejuk nagara se često svira s džura nagarom. Njene mogućnosti su pomalo ograničene. Na ovim nagarama svira se samo vani na otvorenome, često na svadbama i praznicima. Bojuk nagara svira se lupanjem dvaju štapića. Tijelo bejuk nagare valjkastoga je oblika. Tijelo je izrađeno od tvrdoga drveta na kojem je koža rastegnuta s dvije strane. Promjer bejuk nagare iznosi 400 – 450 mm, a visina 500 – 550 mm. 